# テレトレセ
『テレトレセ』(スペイン語: TELETRECE）は、チャンネル13 (チリ)で毎日21時台に生放送されている報道番組である。内容はニュースの詳細な分析およびゲストによる解説、ビジネスニュース、スポーツニュース、気象情報。

## 出演者

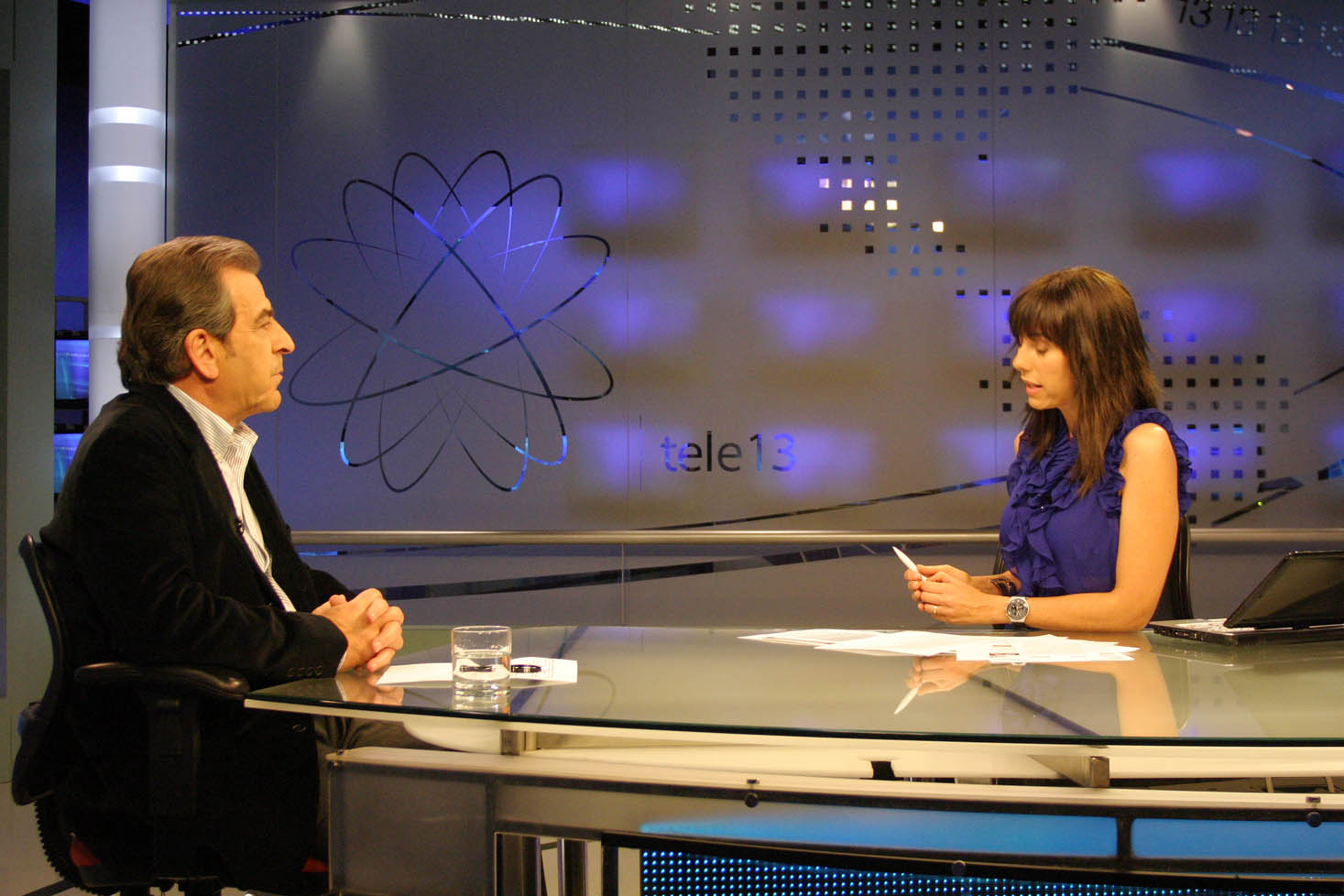
テレトレセのテレビスタジオ(2009年)

### 平日
- コンスタンサ・サンタ・マリア（2005-2007; 2010-2012; 2014-現在）。
- ラモン・ウリョア（2011-現在）。

### 週末と特別版
- イバン・バレンズエラ（2009-2012; 2014-現在）。
- アントニオ・キンテロス （2010-現在）。
- カロライナ・ウレジョラ（2010-現在）。
- パウロ・ラミレス（2010-現在）。
- クリスティーナ・ゴンサレス（2013-現在）。
- アルバロ・パチ（2013-現在）。
- アリホンソ・コヌチャ（2014-現在）。